# Sachse-Mohrsche Theorie
Die Sachse-Mohrsche Theorie überträgt das Tetraeder-Modell des Kohlenstoffatoms von Jacobus Henricus van ’t Hoff auf cyclische Systeme.

Sesselkonformation (links) und Bootkonformation (rechts) des Cyclohexans [Summenformel: C_{6}H_{12}]. An den Enden der eingezeichneten exocyclischen Bindungen stehen insgesamt zwölf Wasserstoffatome, die der Übersichtlichkeit halber nicht eingezeichnet sind.

1890 stellte Hermann Sachse die Hypothese auf, dass im Cyclohexan, das vorher als planares Sechseck angesehen wurde, alle sechs Kohlenstoffatome tetraedrische Symmetrie aufweisen und spannungsfrei zueinander angeordnet sind. Unter Erhalt der normalen Valenzwinkel (109,5°) konnte Sachse für Cyclohexan zwei Raummodelle konstruieren, die Sessel- und die Bootform (= Sessel- und Bootkonformation).  Die Annahme von Sachse stand im Widerspruch zur Baeyerschen Spannungstheorie und wurde in Fachkreisen zuerst abgelehnt, da es damals nicht gelang, die beiden Konformeren zu trennen, die Theorie also nicht experimentell verifiziert werden konnte. 

Beide Konformere des Decalins.

Ernst Mohr (1873–1926) griff die Hypothese von Sachse 1918 auf und wandte sie auf Decalin an.  Dabei nahm er die Existenz  von zwei – bei ebenem Bau nicht möglichen – Isomeren an, das cis- und das trans-Decalin, die 1925 beide von dem deutschen Chemiker Walter Hückel (1895–1973) isoliert werden konnten.
Es ist heute allgemein anerkannt, dass  die Sachse-Mohrsche Theorie korrekt ist. Experimentell können die je sechs equatorialen und axialen Wasserstoffatome (Verhältnis 1:1) der Sesselkonformation des Cyclohexans 1H-NMR-spektroskopisch nachgewiesen werden, durch Aufnahme des Spektrums bei tiefer Temperatur. Bei höherer Temperatur (z. B. 20 °C) funktioniert dieser Nachweis nicht, da sich dann die Sesselkonformationen schneller ineinander umwandeln, als das NMR-Spektrometer misst.